# Blood Out
Blood Out är en amerikansk film från 2011 regisserad av Jason Hewitt.

## Handling
Michael är en polis som lämnar poliskåren när hans lillebror mördas för att istället gå med i broderns gäng och på så sätt hämnas hans död.

## Om filmen
Filmen spelades in den 10 maj 2010 i Baton Rouge och hade världspremiär i Kanada och USA den 26 april 2011.

## Rollista
- Luke Goss – Michael Savion
- Val Kilmer – Arturo
- 50 Cent – Hardwick
- Vinnie Jones – Zed
- Tamer Hassan – Elias
- AnnaLynne McCord – Anya
- Ed Quinn – Anthony
- Ryan Donowho – David Savion
- Stephanie Honore – Gloria
- Sam Medina – Squat
- Shaun Grant – Billy
- Bobby Lashley – Hector
- Laura Sabbia – Donna

### Webbkällor
- Blood Out på Internet Movie Database (engelska)